# Trianthema argentina
Trianthema argentina är en isörtsväxtart som beskrevs av A. T. Hunziker och Cocucci. Trianthema argentina ingår i släktet Trianthema och familjen isörtsväxter. Inga underarter finns listade i Catalogue of Life.